# Ischnopteris degener
Ischnopteris degener là một loài bướm đêm trong họ Geometridae.